# Gino Angelo Capponi
Gino Angelo Capponi (1607 - 30 de gener de 1688), fou un compositor de música italià que vivia Roma el 1654.
En l'arxiu de la Capella Sixtina s'hi conserva una Missa i un Cantabo Domino a quatre sopranos, manuscrit de la seva composició, havent publicat a més una Raccolta di messe e salms a vuit veus i un Miserere a nou (Roma, 1650), i Salmi e litanie, a cinc veus (Roma, 1654).